# Я, кіт
Я, кіт (яп. 吾輩は猫である, Гепберн: Wagahai wa Neko de Aru) — сатиричний роман Нацуме Сосекі про японське суспільство епохи Мейдзі (1868—1912), зокрема своєрідну суміш західної культури і японських традицій.
В оригінальній назві використано дуже гучні слова, які більше підходять дворянину і передають пишномовність і власну значущість. Це дещо іронічно, бо мовець, антропоморфізований домашній кіт, є звичайним домашнім котом учителя, а не високопоставленого дворянина, як випливає з манери мови, — і це зразок любові Сосекі до жартівливого письма.
Книга була вперше опублікована десятьма частинами у літературному журналі «Мала зозуля». Спочатку Сосекі мав намір написати лише оповідання, яке становить перший розділ книги «Я, кіт». Однак Такахама Кьоші, один із редакторів журналу, переконав Сосекі зробити серію творів, яка, в результаті, стилістично змінювалася по ходу випуску частин. Майже всі розділи можуть читатися як окремі твори.

## Культурний вплив
«Я, кіт» часто дають задають читати японським школярам, тому сюжет і стиль твору залишаються відомими задовго після публікації. Одним з наслідків було те, що манера мовлення оповідача, архаїчна вже на час написання, стала значною мірою асоціюватися з котом і книгою. Переважний особовий займенник оповідача, вагахай, рідко або взагалі не використовується в «реальному житті» в Японії, але зберігся в художній літературі завдяки цій книжці: як правило, для зарозумілих і помпезних антропоморфних тварин. Наприклад, Боузер, король-черепаха в багатьох відеоіграх із серії «Маріо», використовує вагахай, як і Моргана, персонаж кота в Persona 5.

## Український переклад
Видавництво Фоліо видало книгу 2023 року в перекладі Івана Дзюби.